# Il colpo della metropolitana (Un ostaggio al minuto)
Il colpo della metropolitana (Un ostaggio al minuto) (The Taking of Pelham One Two Three) è un film del 1974 diretto da Joseph Sargent, tratto dall'omonimo romanzo di Morton Freedgood.

## Trama
Quattro loschi individui, tutti con nomi in codice, il signor Green (un ex macchinista della metropolitana di New York), il signor Grey (un ex mafioso), il signor Blue (un soldato mercenario disoccupato) e il signor Brown (un delinquente comune) ordiscono un sequestro a scopo di estorsione ad un vagone della metropolitana, quello partito da Pelham all'1.23 p.m., denominato in codice Pelham 123. I quattro salgono a bordo e si impadroniscono del vagone locomotore, prendendo in ostaggio 17 passeggeri ed il controllore. L'ex macchinista Green si mette alla guida del locomotore, mentre Blue, dopo un lungo silenzio radio in cui non risponde alle ripetute chiamate del centro di controllo del traffico, alla fine si decide a dettare le proprie condizioni per il rilascio degli ostaggi.
L'ufficiale di polizia di turno è il tenente Zachary Garber, capo della Polizia dei Trasporti, che in quel momento sta facendo da cicerone ad un gruppo di dirigenti giapponesi della metropolitana di Tokyo in visita al centro di controllo. Egli è costretto a congedarli per cercare di reagire prontamente alla minaccia ma la situazione, che non ha precedenti, non permette un agevole intervento armato. I sequestratori vogliono che la città di New York consegni loro entro un'ora un milione di dollari in contanti: per ogni minuto di ritardo sarà ucciso uno dei 18 ostaggi. Già però c'è stata la prima vittima: un iracondo ispettore della metropolitana, che era sceso in galleria per capire cosa stava effettivamente succedendo, mentre si avvicinava al vagone fermo sui binari è stato freddato da Grey, che così si rivela un tipo dal grilletto facile. Nel corso dei frequenti contatti radio di Garber con i malviventi per le trattative, si intercala spesso uno starnuto di Green, che è raffreddato. Garber fa immediatamente contattare il sindaco: questi, dopo qualche esitazione, acconsente al pagamento del riscatto; ma il reale motivo di tale assenso è che egli, molto impopolare in città, spera così di riguadagnare consensi per farsi rieleggere piuttosto che preoccuparsi di salvare la vita a 18 innocenti.
Intanto, nella galleria dove è fermo il vagone, sopraggiunge una squadra di tiratori scelti della Polizia di New York pronti ad intervenire. Dopo svariati imprevisti il gruppo riceve il denaro pattuito proprio allo scadere del tempo ma, nell'operazione, uno dei tiratori scelti perde la calma e parte un colpo che colpisce al braccio Brown, ferendolo però soltanto di striscio. A questo punto, Grey inizia a sparare a raffica, rischiando di far fallire l'ingegnoso piano. Blue, per ritorsione all'azione improvvisa dei cecchini, uccide uno degli ostaggi, il controllore del treno. Impadronitisi poi dei soldi, i banditi fanno ripartire il treno fermandolo poco dopo, all'altezza di un'uscita di sicurezza in piena galleria; Green manomette il dispositivo che consente la marcia al treno soltanto se c'è il peso della mano del macchinista su un apposito pulsante, e i quattro fuggono via facendo ripartire il treno senza guida. Il piano sembra sempre più sofisticato: grazie ai semafori che, secondo le condizioni dei delinquenti, dovevano rimanere verdi fino all'ultima stazione, il convoglio acquista sempre più velocità senza che nessuno ne arresti la marcia: in questa maniera la polizia è mobilitata al suo inseguimento nel tentativo di fermarlo credendo che i quattro siano ancora a bordo.
All'inizio della corsa del treno però, uno dei passeggeri - un poliziotto in borghese - scende sulle rotaie per affrontare i delinquenti. Tra di loro, inoltre, cominciano a sorgere delle rivalità: Grey si rifiuta di consegnare il proprio mitragliatore a Brown che dovrebbe nasconderlo e Blue, ormai stufo delle intemperanze di questi, senza pensarci due volte lo uccide. Subito dopo, Brown viene a sua volta colpito mortalmente dal poliziotto in borghese che si fa così notare dal gruppo. Rimasti in due, Green e Blue si dividono: il primo riesce a raggiungere la superficie e dileguarsi, mentre il secondo ingaggia un conflitto a fuoco con il poliziotto. Quest'ultimo viene colpito da un proiettile rimanendo gravemente ferito ma, proprio quando Blue sta per ucciderlo, sopraggiunge il tenente Garber. Questi, infatti, ha intuito in extremis lo stratagemma dei banditi e, introdottosi nella galleria, intima al bandito di arrendersi. Dopo aver tentato vanamente di corrompere Garber offrendogli una parte del bottino, piuttosto che finire dietro le sbarre di una prigione, Blue preferisce togliersi la vita autofolgorandosi. A questo punto, appurato che nessun altro dei banditi si trova sul treno, questo viene immediatamente fermato con gli stop automatici poco prima che vada a schiantarsi contro l'ultima stazione: i 17 passeggeri superstiti sono così finalmente salvi.
Scatta quindi l'operazione per rintracciare l'ultimo uomo: Garber, avendo già intuito che almeno uno dei banditi doveva necessariamente saper condurre il treno, aveva richiesto una lista di tutti gli ex macchinisti licenziati in passato per motivi disciplinari o reati vari. L'elenco ne annovera ben 78 ma, scartati quelli ancora in carcere, quelli deceduti, trasferiti e via dicendo, il numero si riduce ad appena 9 sospettati: fra questi figura il nome di Harold Longman, ovvero il signor Green. Passa soltanto qualche ora, e Garber ed il suo assistente sono già a casa sua, proprio mentre egli è intento a contare i soldi del bottino. Nascoste le banconote nel forno della cucina, Green riesce a eludere i sospetti del tenente. Sembra essersela cavata, ma poi, proprio mentre Garber sta per andarsene, si smaschera con le proprie mani: starnutisce, come era solito fare durante il collegamento via radio in metropolitana. Garber, nell'atto di uscire dalla porta d'ingresso, lo sente e si gira fissandolo con un'espressione sorniona e beffarda, dando ad intendere di averlo riconosciuto!

## Produzione
Le riprese iniziarono il 23 novembre 1973.
L'autore della colonna sonora David Shire, divenne noto per essere uno degli autori delle musiche de La febbre del sabato sera, il cui protagonista, John Travolta interpretò la parte di Blue nel remake del 2009.
Nel doppiaggio italiano, il nome dell'ispettore "Caz Dolowicz" (la prima vittima del sequestro) fu cambiato in "Ed Dolowicz". Inoltre, nella versione originale uno dei banditi, il sig. Brown, era anche balbuziente.

## Distribuzione
Il film uscì per la prima volta negli Stati Uniti il 2 ottobre 1974.

## Riconoscimenti
- 1976 - British Academy of Film and Television Arts
  - Candidatura come migliore colonna sonora a David Shire
  - Candidatura come migliore attore non protagonista a Martin Balsam
- 1976 - Writers Guild of America Award
  - Candidatura come miglior sceneggiatura drammatica non originale a Peter Stone

## Influenza culturale
L'idea dei nomi in codice basati sui colori fu ripresa da Quentin Tarantino nel suo film Le iene (1992).

## Curiosità
A seguito della popolarità del film, al fine di evitare psicosi, la New York City Transit Authority, l'ente che gestisce i trasporti pubblici di New York, proibì che nell'orario dei treni potesse esserci un treno che lascia la stazione di Pelham Bay Park alle ore 1:23 A.M. o 1:23 P.M..

## Remake
Nel 1998 fu girato un remake televisivo del film (che non ebbe altrettanto successo) con identico titolo e trama (Il colpo della metropolitana), con Edward James Olmos nel ruolo che fu di Matthau (ma con un nome differente, il detective Prescotti) e Vincent D'Onofrio in quello di Robert Shaw, il signor Blue. Nel cast, inoltre, figurano due personaggi femminili in più, in sostituzione di altrettanti personaggi presenti nel film originario: il controllore, che verrà ucciso da Blue e, nel gruppo dei banditi, "Miss" Brown.
Nel 2009 fu realizzato un remake intitolato Pelham 123 - Ostaggi in metropolitana, diretto da Tony Scott e interpretato da Denzel Washington e John Travolta.
- Il colpo della metropolitana (The Taking of Pelham One Two Three), film TV del 1998 diretto da Félix Enríquez Alcalá
- Pelham 123 - Ostaggi in metropolitana (The Taking of Pelham 123), film del 2009 diretto da Tony Scott